# Metra Corona
Metra Corona est une corona, formation géologique en forme de couronne, située sur la planète Vénus par 26° N et 97,7° E. Elle est localisée dans le quadrangle de Shimti Tessera. Elle a été nommée en référence à Metra, déesse perse de la fertilité et de la Lune. 

## Géographie et géologie
Metra Corona couvre une surface circulaire d'environ 101 km de diamètre. 